# Campeonato Mundial de Natação em Piscina Curta de 2016 - 200 m peito masculino
A prova dos 200 metros nado peito masculino do Campeonato Mundial de Natação em Piscina Curta de 2016 foi disputado no dia 8 de dezembro no Centro WFCU em Windsor, Canadá.

## Recordes
Antes desta competição, os recordes mundiais e do campeonato nesta prova eram os seguintes:
|                       | Nome          | Nacionalidade | Tempo   | Local    | Data                   |
| --------------------- | ------------- | ------------- | ------- | -------- | ---------------------- |
| Recorde mundial       | Marco Koch    | Alemanha      | 2:00.44 | Berlim   | 20 de novembro de 2016 |
| Recorde do campeonato | Dániel Gyurta | Hungria       | 2:01.35 | Istambul | 14 de dezembro de 2012 |

Os seguintes recordes mundiais ou do campeonato foram estabelecidos durante esta competição:  
| Data          | Evento | Nome       | Nacionalidade | Tempo   | Notas                 |
| ------------- | ------ | ---------- | ------------- | ------- | --------------------- |
| 8 de dezembro | Final  | Marco Koch | Alemanha      | 2:01.21 | Recorde do campeonato |

## Medalhistas
| Ouro             | Prata               | Bronze                |
| Marco Koch (GER) | Andrew Willis (GBR) | Michaił Dorinow (RUS) |

## Resultados

### Eliminatórias
As eliminatórias ocorreram dia 8 de dezembro com um total de 63 nadadores.  
| Colocação | Bateria | Raia | Nome                  | Nacionalidade            | Tempo     | Notas |
| --------- | ------- | ---- | --------------------- | ------------------------ | --------- | ----- |
| 1.        | 7       | 4    | Marco Koch            | Alemanha                 | 2:03,69   | Q     |
| 2.        | 5       | 4    | Andrew Willis         | Reino Unido              | 2:03,88   | Q     |
| 3.        | 7       | 5    | Michaił Dorinow       | Rússia                   | 2:04,19   | Q     |
| 4.        | 7       | 6    | Josh Prenot           | Estados Unidos           | 2:04,52   | Q     |
| 5.        | 7       | 3    | Ilja Chomienko        | Rússia                   | 2:04,63   | Q     |
| 6.        | 5       | 5    | Nic Fink              | Estados Unidos           | 2:04,69   | Q     |
| 6.        | 6       | 3    | Yukihiro Takahashi    | Japão                    | 2:04,69   | Q     |
| 8.        | 5       | 6    | Erik Persson          | Suécia                   | 2:04,93   | Q     |
| 9.        | 6       | 4    | Thiago Simon          | Brasil                   | 2:04,96   |       |
| 10.       | 5       | 3    | Ross Murdoch          | Reino Unido              | 2:05,11   |       |
| 11.       | 7       | 2    | Mao Feilian           | China                    | 2:05,15   |       |
| 12.       | 6       | 6    | Kozuki Kohinata       | Japão                    | 2:05,53   |       |
| 13.       | 5       | 0    | Carlos Claverie       | Venezuela                | 2:05,84   |       |
| 14.       | 5       | 1    | Yan Zibei             | China                    | 2:06,54   |       |
| 15.       | 6       | 8    | Dávid Verrasztó       | Hungria                  | 2:06,73   |       |
| 16.       | 7       | 1    | Jonas Coreelman       | Bélgica                  | 2:06,83   |       |
| 17.       | 6       | 2    | Ilja Szymanowicz      | Bielorrússia             | 2:07,91   |       |
| 18.       | 6       | 5    | Felipe França Silva   | Brasil                   | 2:08,05   |       |
| 19.       | 7       | 0    | Christopher Rothbauer | Áustria                  | 2:08,51   |       |
| 20.       | 6       | 1    | Johannes Dietrich     | Áustria                  | 2:09,78   |       |
| 21.       | 6       | 7    | Jean Dencausse        | França                   | 2:09,87   |       |
| 22.       | 5       | 8    | Andrius Šidlauskas    | Lituânia                 | 2:11,20   |       |
| 23.       | 4       | 7    | Lee Hsuan-yen         | Taipé Chinesa            | 2:11,34   |       |
| 24.       | 7       | 7    | Roman Trussow         | Cazaquistão              | 2:11,42   |       |
| 25.       | 6       | 9    | Daniils Bobrovs       | Letônia                  | 2:11,44   |       |
| 26.       | 5       | 9    | Chao Man Hou          | Macau                    | 2:11,47   |       |
| 27.       | 7       | 9    | Alaric Basson         | África do Sul            | 2:12,19   |       |
| 28.       | 4       | 6    | Youssef Elkamash      | Egito                    | 2:12,44   |       |
| 29.       | 6       | 0    | Radomyos Matjiur      | Tailândia                | 2:12,63   |       |
| 30.       | 3       | 4    | Jordy Groters         | Aruba                    | 2:12,68   |       |
| 31.       | 4       | 4    | Khoo Chien Yin Lionel | Singapura                | 2:13,53   |       |
| 32.       | 4       | 9    | Viktor Vilbergsson    | Islândia                 | 2:14,52   |       |
| 33.       | 7       | 8    | Jorge Murillo Valdes  | Colômbia                 | 2:14,66   |       |
| 34.       | 2       | 3    | Marc Rojas            | República Dominicana     | 2:15,12   |       |
| 35.       | 3       | 1    | Arnoldo Herrera       | Costa Rica               | 2:15,28   |       |
| 36.       | 3       | 3    | Arya Nasimi Shad      | Irão                     | 2:15,29   |       |
| 37.       | 3       | 2    | Jarryd Baxter         | África do Sul            | 2:15,34   |       |
| 38.       | 3       | 0    | Pedro Pinotes         | Angola                   | 2:15,39   |       |
| 39.       | 3       | 8    | Rafael Alfaro         | El Salvador              | 2:15,71   |       |
| 40.       | 3       | 6    | Jose Solis Rosales    | Costa Rica               | 2:16,02   |       |
| 41.       | 4       | 0    | Denis Petrashov       | Quirguistão              | 2:16,13   |       |
| 42.       | 1       | 3    | James Deiparine       | Filipinas                | 2:16,99   |       |
| 43.       | 3       | 5    | Sultan Bukeev         | Quirguistão              | 2:17,30   |       |
| 44.       | 2       | 2    | Darren Chan Chin Wah  | Ilhas Maurícias          | 2:17,43   |       |
| 45.       | 2       | 4    | James Lawson          | Zâmbia                   | 2:17,48   |       |
| 46.       | 3       | 9    | Ryan Maskelyne        | Papua-Nova Guiné         | 2:17,57   |       |
| 47.       | 2       | 6    | Felipe Quiroz Uteau   | Chile                    | 2:18,50   |       |
| 48.       | 1       | 5    | Christopher Cheong    | Singapura                | 2:19,38   |       |
| 49.       | 2       | 5    | Fausto Huerta         | República Dominicana     | 2:21,40   |       |
| 50.       | 2       | 0    | Alberto Batungbacal   | Filipinas                | 2:21,97   |       |
| 51.       | 2       | 1    | Deni Baholli          | Albânia                  | 2:22,42   |       |
| 52.       | 2       | 7    | Brandon Schuster      | Samoa                    | 2:22,58   |       |
| 53.       | 4       | 5    | Tsui Hoi Tung Ronald  | Hong Kong                | 2:22,75   |       |
| 54.       | 4       | 3    | Jason Block           | Canadá                   | 2:24,03   |       |
| 55.       | 2       | 9    | Samuele Rossi         | Seicheles                | 2:29,00   |       |
| 56.       | 2       | 8    | Rainier Rafaela       | Curaçau                  | 2:33,75   |       |
| 57.       | 1       | 4    | Miguel Mena           | Nicarágua                | 2:34,57   |       |
| 58. !     | 3       | 7    | Julian Fletcher       | Bermudas                 | 9:99,99 ! | DNS   |
| 58. !     | 4       | 2    | Richard Funk          | Canadá                   | 9:99,99 ! | DNS   |
| 58. !     | 5       | 2    | Martin Liivamägi      | Estónia                  | 9:99,99 ! | DNS   |
| 58. !     | 5       | 7    | Martin Allikvee       | Estónia                  | 9:99,99 ! | DNS   |
| 58. !     | 4       | 1    | Azad Al-Barazi        | Síria                    | 9:99,99 ! | DSQ   |
| 58. !     | 4       | 8    | Gregory Penny         | Ilhas Virgens Americanas | 9:99,99 ! | DSQ   |

### Final
A final teve sua disputa realizada em 8 de dezembro. 
| Colocação         | Raia | Nome               | Nacionalidade  | Tempo   | Notas                 |
| ----------------- | ---- | ------------------ | -------------- | ------- | --------------------- |
| Medalha de ouro   | 4    | Marco Koch         | Alemanha       | 2:01,21 | Recorde do campeonato |
| Medalha de prata  | 5    | Andrew Willis      | Reino Unido    | 2:02,71 |                       |
| Medalha de bronze | 3    | Michaił Dorinow    | Rússia         | 2:03,09 |                       |
| 4.                | 7    | Nic Fink           | Estados Unidos | 2:03,79 |                       |
| 5.                | 6    | Josh Prenot        | Estados Unidos | 2:03,96 |                       |
| 6.                | 8    | Erik Persson       | Suécia         | 2:04,83 |                       |
| 7.                | 2    | Ilja Chomienko     | Rússia         | 2:04,97 |                       |
| 8.                | 1    | Yukihiro Takahashi | Japão          | 2:05,40 |                       |

Legenda
| Recorde mundial       | Recorde mundial (World record)               |                       | Recorde africano                      | Recorde africano (African) |                                           | Q | Classificado por posição (Qualified) |
| Recorde do campeonato | Recorde do campeonato (Championship record)  | Recorde da América    | Recorde da América (Americas)         | q                          | Classificado por melhor tempo (Qualified) |   |                                      |
| Melhor marca do ano   | Melhor marca do ano (World leading)          | Recorde asiático      | Recorde asiático (Asian)              | DNS                        | Não largou (Did not start)                |   |                                      |
| Recorde nacional      | Recorde nacional (National record)           | Recorde europeu       | Recorde europeu (European)            | DNF                        | Não terminou (Did not finish)             |   |                                      |
| Recorde pessoal       | Recorde pessoal do atleta (Personal best)    | Recorde da Oceania    | Recorde da Oceania (Oceania)          | DSQ / DQ                   | Desclassificado (Disqualified)            |   |                                      |
| Recorde da temporada  | Recorde da temporada do atleta (Season best) | Recorde sul-americano | Recorde sul-americano (South America) | NM                         | Sem marca (No mark)                       |   |                                      |